# 주운화
주운화(朱雲化, 1918년 ~ 1996년 6월 18일)는 대한민국의 대법관을 역임한 법조인이다. 부인 이중노와 사이에 4남 3녀가 있다.

## 생애
1918년 함경남도 원산시 신안 주씨 집안에서 3남매의 외아들로 태어난 주운화는 1941년 일본 중앙대학 법학과를 졸업하고 1943년 일본 고등문관시험 사법과에 합격해 1944년 대학을 중퇴하고 판사에 임용되었다. 1945년 8월 15일 해방 이후 청주지방검찰청 검사에 임용되었다. 
대구고등검찰청 검사로 재직하던 1953년 3월 20일에 이승만 저격 사건 결심공판에서 "김시현이 연출한 살의없는 연극 또는 김시현과 경찰이 합작한 한 토막의 연극"이라는 변호인 측 주장에 대해 "연극이라고는 상식적으로 생각할 수 없다"며 " 피고인 10명에게사형부터 징역4년까지 각각 구형했다. 대구고등법원(재판장 김종규, 배석 정영조, 권오규)은 1953년 4월 6일에 김시현과 유시태에게 사형, 서상일과 백남훈 징역6월 집행유예1년, 김성규 등 6명에게 무죄를 선고했다.
청주지방검찰청 충주지청 지청장, 전주지방검찰청 차장검사, 대구고등검찰청 검사, 1962년 대검찰청 차장검사, 1963년 대구고등검찰청 검사장, 1964년 대법원 판사에 임명되어 재직하면서 1968년 7월 동백림 간첩단 사건의 주심판사를 맡아 "원심이 간첩죄와 잠입죄를 적용한 것은 법 적용의 잘못이며 증거없이 사실을 인정하여 중형을 선고하는 등 양형부당의 잘못이 있다"며 원심을 파기하고 환송하였다. 판결 직후 서울시내에서 "판사를 처단하라", "김일성의 판사를 잡아내라,", 북괴와 야합하여 기회를 노리는 붉은 도당을 처단하라", "물적 증거가 없다고 무죄라는 것은 공산당을 감싸주기 위한 구실이 아니고 무엇인가, 법관의 가면을 쓰고 도사리고 있는 붉은 늑대들에게 속아서는 안된다"는 등의 내용이 애국시민회 등의 이름으로  삐라와 벽보 형태로 뿌려지고 '애국시민회'를 발신으로 하여 판사들에게 등기우편이 송달되기도 했다.
대검찰청 차장검사로 있으면서 주운화는 형집행정지 결정이 취소되어 재수감되는 비율이 극히 적었던 상황에 대해 비판하면서 각급 검찰에 대해 "형 집행정지 결정을 신중히 하고 형집행정지로 석방된 자의 동태를 정확히 파악하라"고 지시했다
대법원 판사로 있으면서 1965년 12월 10일에 "1심에서 징역1년 집행유예3년 판결한 것을 2심에서 징역10월을 선고한 것은 피고인 불이익 금지 원칙에 저촉된다"며 원심을 파기했다.
1964년 3월에 임명된 대법원 판사 임기를 4년 7개월 남기고 1969년 3월 20일 대법원장에게 "일신상의 문제"로 사표를 제출하고 대법원은 1969년 8월 21일에 정부에 보내면서 주운화는 대법원 판사에서 물러나 변호사를 개업하였다.

## 경력
- 1945년 충주지방검찰청 검사
- 1947년 5월 15일 ~ 1948년 4월 9일 제3대 청주지방검찰청 충주지청 지청장
- 1948년 전주지방검찰청 차장검사
- 1952년 대구고등검찰청 검사
- 1953년 감찰위원회 감찰국장
- 1955년 10월 26일 ~ 1957년 10월 4일 제7대 춘천지방검찰청 검사장
- 1960년 5월 4일 ~ 1960년 6월 30일 대한민국의 법무부차관 직무대리
- 1962년 대검찰청 차장검사
- 1963년 5월 9일 ~ 1963년 12월 30일 제9대 대구고등검찰청 검사장
- 1964년 1월 3일 ~ 1964년 2월 27일 대검찰청 차장검사
- 1964년 3월 - 1969년 8월 대법원 판사
- 1969년 서울시 변호사 개업